# Château d'Orgeix
Le château d'Orgeix est situé dans la vallée d'Orlu près d'Ax-les-Thermes, sur la commune d'Orgeix, dans le département de l'Ariège. Les premières parties de cette bâtisse ont été construites au XVIIe siècle. Elle appartient à la famille de Thonel d'Orgeix.

## Historique
Les parties les plus anciennes dateraient du XVIIe siècle, mais le château n'a pas été construit en une seule fois. Il possède une quarantaine de pièces et se trouve à proximité de l'ancienne forge des Thonel. Ceux-ci sont devenus seigneurs d'Orgeix après que le village fut passé entre de nombreuses mains.
Le roi Louis XVIII nomme marquis d’Orgeix, Jean François Joseph de Thonel, le 30 août 1817, titre conservé par ses descendants.
Le 5 juin 1938, lorsque le village d'Orgeix est bombardé (sans morts à déplorer) par des avions trimoteurs venant d'une Espagne en pleine guerre civile, le marquis Emmanuel de Thonel d'Orgeix a vu le toit de son château endommagé par une bombe. Ce même homme, croix de guerre lors de la guerre 14-18, fut assassiné par les Allemands en 1944, pour avoir abrité des résistants.
En 1941, un barrage EDF est construit en aval du château, créant ainsi le lac artificiel de Campauleil au pied du bâtiment, lui donnant un aspect romantique.
L'acteur et sportif français Jean-François-Marie-Henri de Thonel, le 5e marquis d’Orgeix (1921-2006), dit Jean d'Orgeix, a été propriétaire du château. Les Thonel d'Orgeix possèdent encore aujourd'hui la bâtisse.

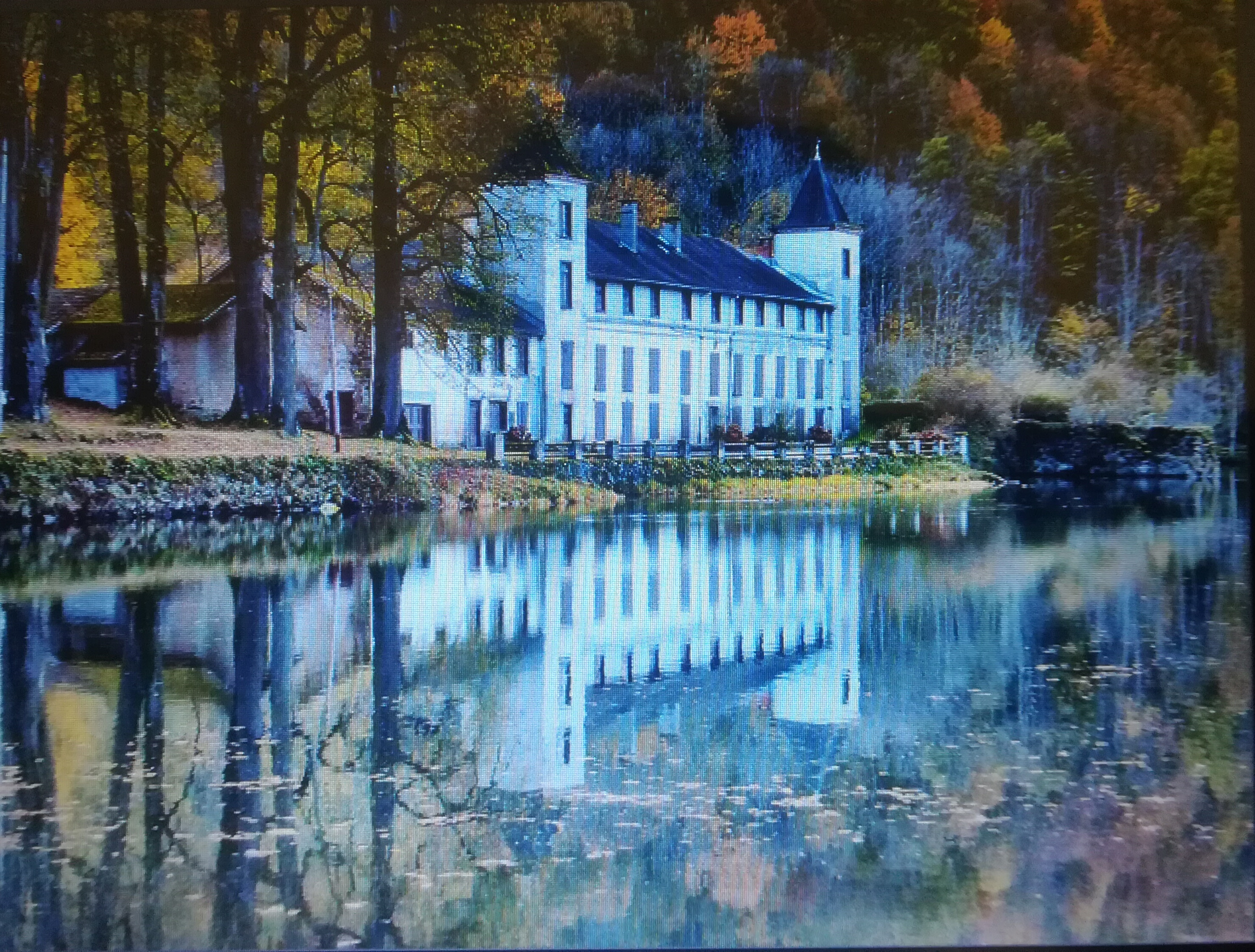
Vue depuis le pont

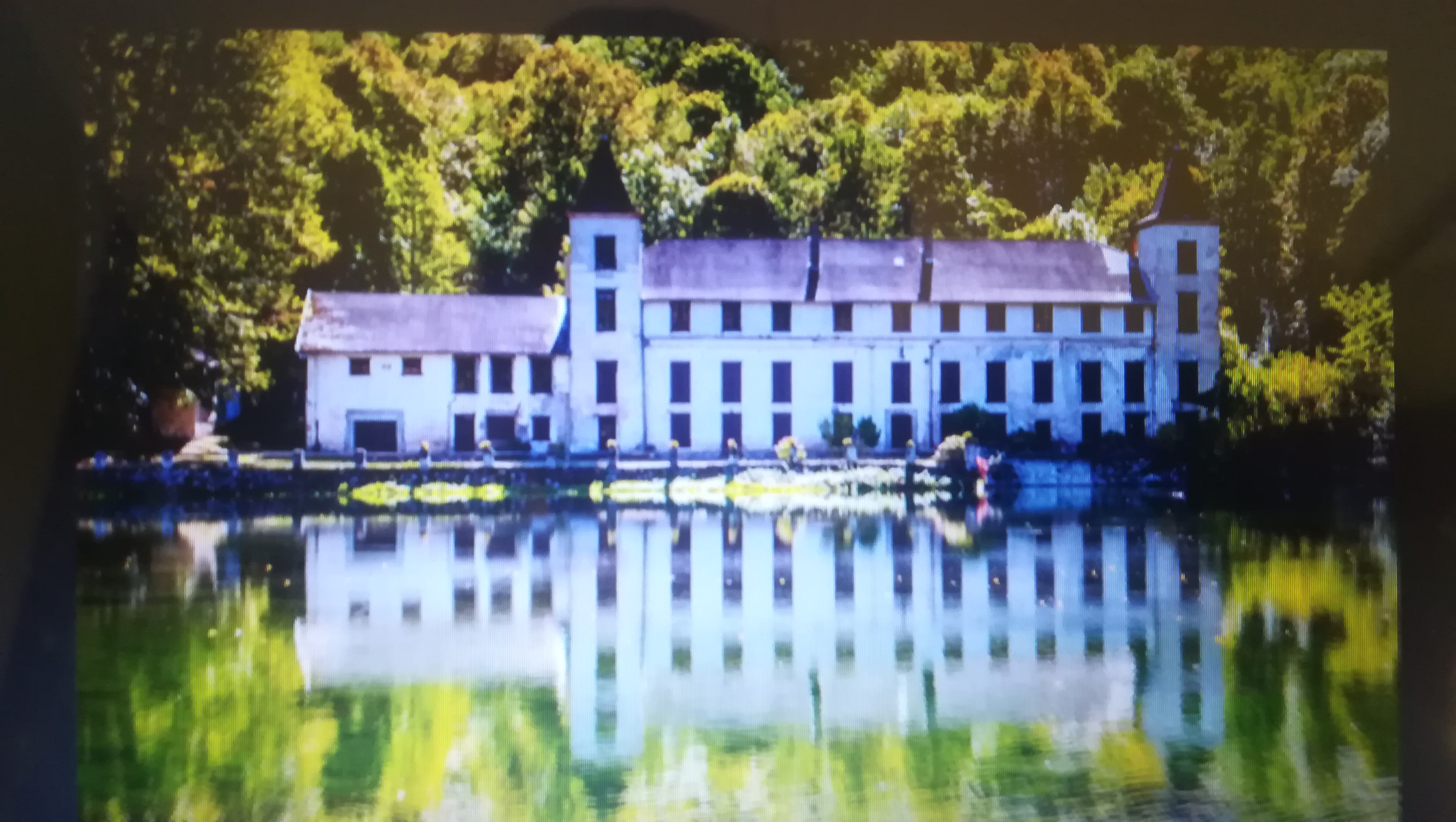
Le château d'Orgeix et son reflet dans le lac de Campauleil

## Architecture
A 816 m d'altitude, le château est composé d'un grand corps de logis rectangulaire, encadré de deux petites tours carrées. Celles-ci comportent quatre fenêtres chacune, tandis que le corps possède trois rangées de dix fenêtres. Accolé à la tour de gauche, une dépendance plus basse (deux étages, au lieu de trois) complète le château.
Lorsque l'on compare le château actuel avec d'anciennes cartes postales (voir ), il apparaît que le toit du corps de logis a été rehaussé. En effet, la troisième rangée de fenêtres était antérieurement comprise dans le toit sous forme de lucarnes, contrairement à l'actuelle configuration plutôt récente puisque les cartes postales datent du XXe siècle.

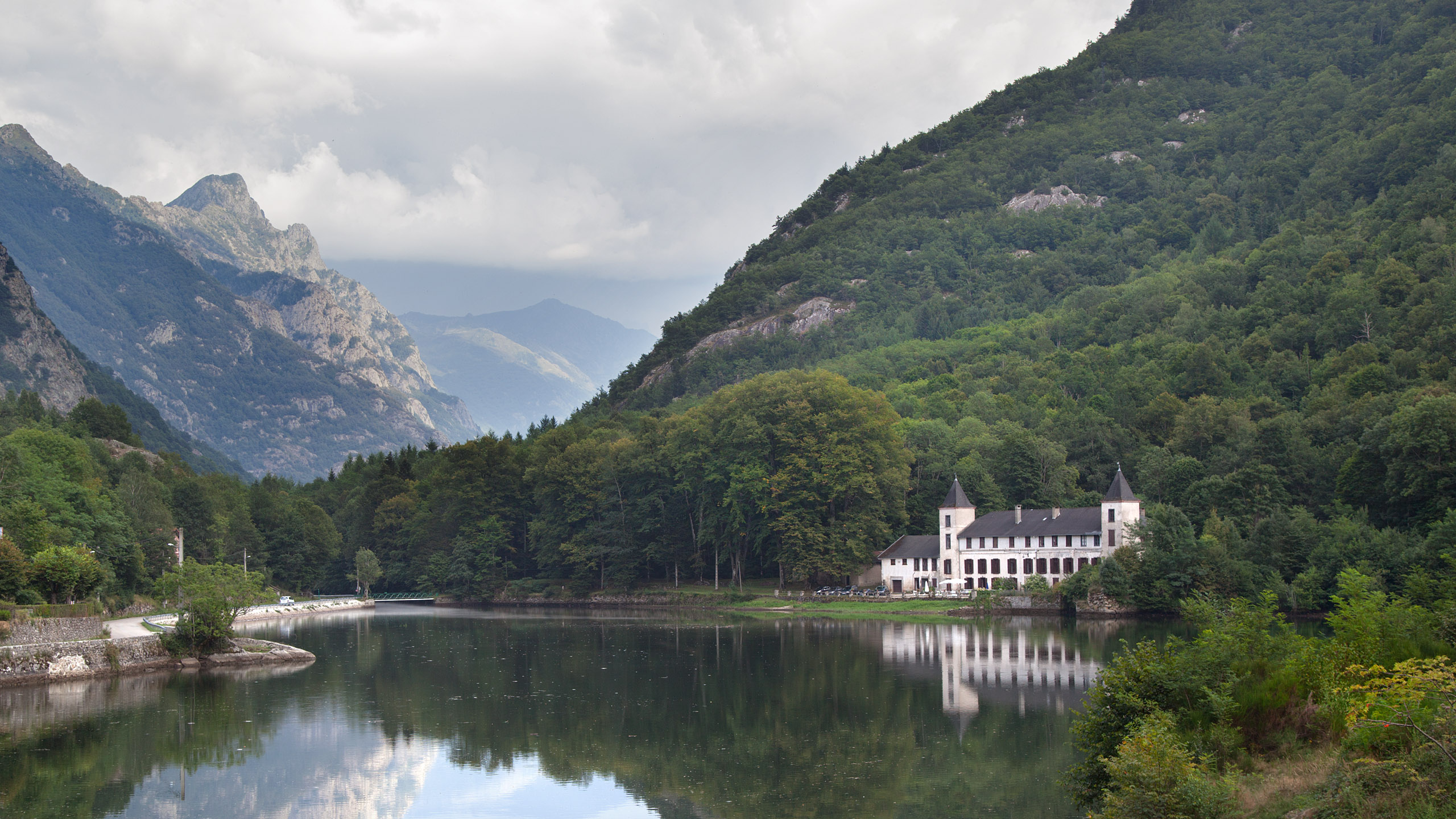